# Donyell Malen
Donyell Malen (Wieringen, 1999. január 19. –) holland válogatott labdarúgó, az Aston Villa játékosa.

## Pályafutása

### Klubcsapatokban
2007-ben kezdte pályafutását az Ajax akadémiáján. 2015-ben, bár érdeklődött utána a Manchester United és a Chelsea is, az Arsenal játékosa lett.

#### Arsenal

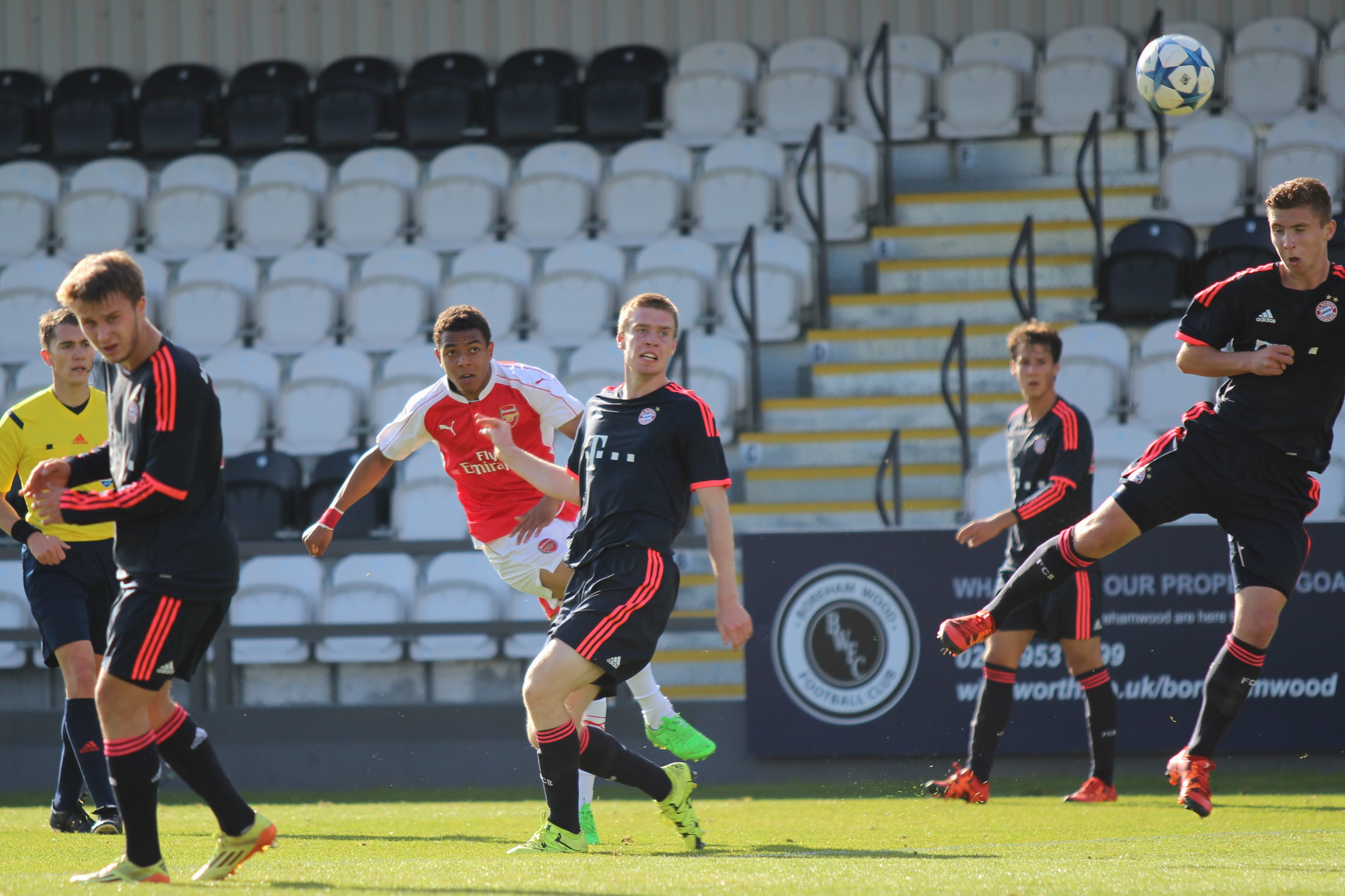
Az Arsenalban

A 2015–16-os szezonban a londoni klub utánpótlás csapatában szerepelt, pályára lépett az UEFA Ifjúsági Ligában is és rendszeresen szerepelt az ifjúságiaknak kiírt bajnokságban és kupában. Előbbi sorozatban 2015 októberében gólpasszt adott a Bayern München elleni 2–0-as győzelem alkalmával, az U18-as Premier League kiírásában pedig a Brighton & Hove Albion és a West Bromwich Albion elleni mérkőzésekben is a kapuba talált.
Az FA Youth Cup negyeddöntőjében gólt szerzett a Coventry City ellen, csapata büntetőkkel jutott tovább, míg az elődöntőben, a Manchester City ellen csereként beállva talált a kapuba.
2016. február 6-án aláírta első profi szerződését a klubbal. A 2015–16-os szezonban összesen harminc tétmérkőzésen tizennégy gólt szerzett.
A 2016–17-es szezonban a Brighton and Hove 3–0-s legyőzésekor gólt szerzett, a West Ham United elleni döntetlen alkalmával gólpasszt adott. A svájci basel elleni 1-1-es döntetlen alkalmával gólpasszt adott az UEFA Ifjúsági Ligában. Az U18-as bajnokságban 2017 januárjában a Leicester City és a Southampton ellen is eredményes tudott lenni.
2017 februárjában és márciusában a nála idősebbek közt, az Arsenal U23-as együttesében lépett pályára és gólpasszal segítette csapatát a városi rivális Tottenham elleni 2–0-s győzelemhez. A következő hónapokban a Manchester City és a Sunderland ellen is gólt lőtt. A szezon végeztével az U18-as csapattal a második helyen végeztek a korosztályos bajnokságban.
2017. július 9-én bekerült a felnőtt csapat keretébe, amely a következő idény előtti nyár során Ausztráliában és Kínában játszott felkészülési mérkőzéseket. 2017. július 13-án a Sydney FC ellen 2–0-ra megnyert találkozón mutatkozott be a londoniak első csapatában. Ezt követően a Chelsea elleni felkészülési mérkőzésen is játéklehetőséget kapott, Arséne Wenger pedig dicsérte a mutatott teljesítményét. Minden korosztályos csapatot és tétmérkőzést figyelembe véve 67 találkozón 27 gólt szerzett a klub színeiben.

#### PSV Eindhoven
2017 augusztusának végén Malen a PSV Eindhovenhez szerződött. Az átigazolás több Arsenal szurkolót is meglepett, a klubot sok negatív kritika érte, miután a holland támadót a jövő egyik nagy ígéretének tartották a klubnál.
A következő szezont a Jong PSV játékosaként kezdte. 2017. október 20-án az RKC Waalwijk ellen mutatkozott be a másodosztályú csapatban. 2017. november 24-én, a Telstar ellen szerezte első gólját a csapatban. 2017. november 27-én, az Oss elleni bajnokin is a kapuba talált. 2017. december 4-én a Fortuna Sittard ellen gólt lőtt és gólpasszt adott, csapata azonban 3–2-re kikapott. December 12-én újabb gólt szerzett a Go Ahead Eagles elleni döntetlen alkalmával, a Voetbal International szaklap pedig a hét csapatába is beválasztott. 2018. január 29-én a 2017–18-as Eerste Division második legtehetségesebb játékosának választották és bronzcipőt nyert, miután az idény során 13 gólt szerzett és csapata házi gólkirálya lett. 2018. február 3-án bemutatkozhatott a PSV első csapatában is a holland élvonalban, és összesen négyszer kapott lehetőséget a bajnoki címet nyerő együttesben.
A következő szezontól végleg a felnőtt csapat keretéhez került. Bemutatkozhatott a Bajnokok Ligájában is, a 2018. augusztus 21-én Hirving Lozano helyére állt be csereként a 87. percben a fehérorosz BATE elleni találkozón. Ő szerezte csapata továbbjutást jelentő gólját. A 2018-32019-es idényben 31 bajnokin kapott lehetőséget és tíz alkalommal talált az ellenfelek hálójába, a  nemzetközi kupaporondon nyolcszor játszott és egy gólt szerzett. 
Luuk de Jong 2019. júliusi távozása után Malen megkapta a 9-es számú mezt a klubnál. 2019 augusztusában 2024 nyaráig meghosszabbította szerződését a klubnál. 2019. szeptember 14-én a Vitesse ellen ötször talált a kapuba, és ezzel Coen Dillen (1959) és Bert Theunissen (1964) után a harmadik PSV-játékos lett, akinek ez sikerült a bajnokság történetében.

### Borussia Dortmund
2021. július 27-én ötéves szerződést írt alá a Borussia Dortmundhoz.

### Aston Villa
2025. január 13-án aláírt az angol Aston Villa csapatához.

### A válogatottban
Az Azerbajdzsánban rendezett 2016-os U17-es labdarúgó-Európa-bajnokságon az elődöntőbe jutott a holland csapattal. Részt vett a 2017-es U19-es labdarúgó-Európa-bajnokságon is, ahol a hollandok az elődöntőben kaptak ki 1–0-ra Portugáliától.
A 2018-as U19-es labdarúgó-Európa-bajnokság selejtezői során csapata egyik legeredményesebb játékosa volt, a szlovénok elleni 2–2-es döntetlen alkalmával ő egyenlített, és a Magyarország elleni 2–0-s győzelem alkalmával is eredményes volt. Ennek ellenére a hollandok nem jutottak ki a korosztályos tornára, miután az elitkörnek nevezett második kvalifikációs sorozatban csoportjuk utolsó helyén végeztek.
2019. szeptember 6-án a holland felnőtt válogatottban is bemutatkozhatott a 2020-as Európa-bajnoki selejtezősorozatban a németek elleni idegenbeli mérkőzésen. csereként állt be az 58. percben, majd csapat harmadik gólját szerezve segítette Hollandiát 4–2-es győzelemhez.

## Játékstílus
Rendkívül gyors játékos, kiváló gólérzékenységgel. Az Ajaxnál vele együtt dolgozó Brian Tevreden a chilei Alexis Sánchezéhez hasonlította a játékát.

## Magánélet
Malen a Suriname-i gasztronómia rajongója, két legjobb barátja honfitársa, Matthijs de Ligt és Justin Kluivert.

## Statisztika

### Klubcsapatokban
2019. szeptember 14-én frissítve.
| Klub           | Év             | Bajnokság     | Bajnokság | Országos kupa | Országos kupa | Nemzetközi kupa | Nemzetközi kupa | Egyéb         | Egyéb | Összesen      | Összesen | Összesen |
| Klub           | Év             | Pályára lépés | Gól       | Pályára lépés | Gól           | Pályára lépés   | Gól             | Pályára lépés | Gól   | Pályára lépés | Gól      |          |
| -------------- | -------------- | ------------- | --------- | ------------- | ------------- | --------------- | --------------- | ------------- | ----- | ------------- | -------- | -------- |
| Jong PSV       | 2017–18        | 22            | 13        | —             | —             | —               | —               | —             | —     | 22            | 13       |          |
| PSV Eindhoven  | 2017–18        | 4             | 0         | 0             | 0             | 0               | 0               | 0             | 0     | 4             | 0        |          |
| PSV Eindhoven  | 2018–19        | 31            | 10        | 2             | 0             | 8               | 1               | 1             | 0     | 42            | 11       |          |
| PSV Eindhoven  | 2019–20        | 5             | 6         | 0             | 0             | 6               | 3               | 1             | 0     | 12            | 9        |          |
| PSV Eindhoven  | Összesen       | 40            | 16        | 2             | 0             | 14              | 4               | 2             | 0     | 58            | 20       |          |
| Karrier összes | Karrier összes | 62            | 29        | 2             | 0             | 14              | 4               | 2             | 0     | 80            | 33       |          |

### A válogatottban
| Hollandia | Hollandia     | Hollandia | Hollandia |
| Év        | Pályára lépés | Gól       |           |
| --------- | ------------- | --------- | --------- |
| 2019      | 2             | 1         |           |
| Összesen  | 2             | 1         |           |

#### Góljai a holland válogatottban
| #  | Dátum               | Helyszín                               | Ellenfél    | eredmény a gólt követően | Végeredmény | Versenysorozat                                |
| -- | ------------------- | -------------------------------------- | ----------- | ------------------------ | ----------- | --------------------------------------------- |
| 1. | 2019. szeptember 6. | Volksparkstadion, Hamburg, Németország | Németország | 3–2                      | 4–2         | 2020-as labdarúgó-Európa-bajnokság, selejtező |

## Sikerei, díjai
Arsenal
- U18-as Premier League, 2.hely: 2016–17[20]

PSV Eindhoven
- Holland bajnok: 2017–18[36]

Hollandia
- U17-es Európa-bajnokság, elődöntős: 2016[50][51]

Egyéni elismerés
- Bronzcipős: 2017–18-as holland másodosztály[52][32]